# Senegal-Galago

Verbreitungsgebiet des Senegal-Galagos

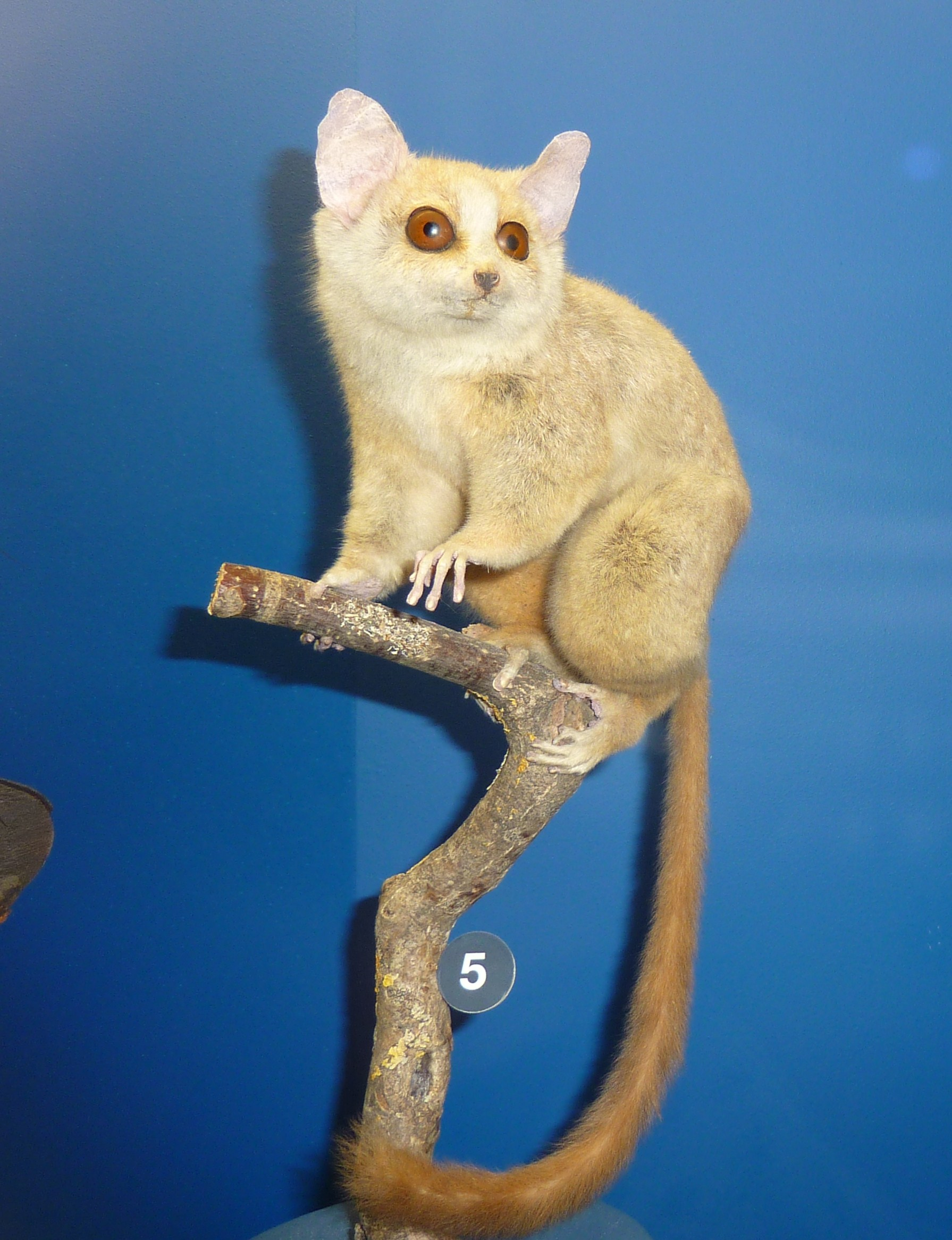
Präparat der Unterart Galago senegalensis braccatus aus dem Hochland von Kenia und Tansania im Naturhistorischen Museum von Genf

Der Senegal-Galago (Galago senegalensis), auch Nördlicher oder Steppen-Galago genannt, ist eine Primatenart aus der Familie der Galagos (Galagonidae).

## Merkmale
Senegal-Galagos sind mittelgroße Galagos, sie erreichen eine Kopfrumpflänge von 13 bis 21 Zentimeter und eine Schwanzlänge von 20 bis 30 Zentimeter. Ihr Gewicht beträgt etwa 200 bis 300 Gramm. Ihr Fell ist dicht und wollig, es ist am Rücken graubraun gefärbt, die Bauchseite ist weiß bis hellbraun. Der Kopf ist rundlich, die Augen sind als Anpassung an die nachtaktive Lebensweise sehr groß. Groß sind auch die unbehaarten, unabhängig voneinander beweglichen Ohren. Der Schwanz, der länger als der Körper ist, ist am Ende buschig. Die Hinterbeine sind kräftig, die Fußwurzel ist stark verlängert, an den zweiten Zehen tragen sie die für Feuchtnasenaffen typische Putzkralle.

## Verbreitung und Lebensraum
Senegal-Galagos sind in einem großen Gebiet im mittleren Afrika beheimatet. Ihr Verbreitungsgebiet erstreckt sich von Senegal im Westen bis Sudan, Somalia und Äthiopien im Osten und südwärts bis Kenia und Tansania. Ihr Lebensraum sind eher trockene, baumbestandene Gebiete wie Savannen, Buschländer, aber auch Gebirgswälder.

## Lebensweise
Diese Primaten sind nachtaktiv, tagsüber schlafen sie im Pflanzendickicht, in verlassenen Vogelnestern oder in Baumhöhlen. In der Nacht begeben sie sich auf Nahrungssuche, dabei bewegen sie sich senkrecht kletternd und springend fort und können dabei Distanzen von bis zu 5 Metern überbrücken. Während oft mehrere Tiere aneinandergekuschelt schlafen, suchen sie stets einzelgängerisch nach Nahrung. Ihre Streifgebiete sind relativ groß, sie urinieren häufig auf ihre Pfoten, um dadurch ihr Revier mit Duftstoffen zu markieren.

## Nahrung
Die Hauptnahrung der Senegal-Galagos sind Insekten, in geringerem Ausmaß fressen sie auch kleine Wirbeltiere, Eier,  Früchte, Samen, Nüsse und Blüten. In der Trockenzeit, in der Nahrung spärlich ist, spielen Baumsäfte eine wichtige Rolle.

## Fortpflanzung
Das Revier eines Männchens überlappt mit dem mehrerer Weibchen, in der Paarungszeit kommt es zu Auseinandersetzungen zwischen den Männchen um den Zugang zu den Paarungspartnerinnen. Die Weibchen können zweimal im Jahr Nachwuchs austragen; diese hohe Reproduktionsrate dürfte eine Anpassung an die harschen Umweltbedingungen sein. Zur Geburt errichten die Weibchen ein Blätternest, in dem die Jungen ihre ersten Lebenswochen verbringen. Die Tragzeit beträgt rund 110 bis 140 Tage, die Wurfgröße eins bis drei (meistens zwei). In den ersten Wochen trägt die Mutter die Jungen im Maul herum oder sie klammern sich an ihrem Fell fest. Nach rund drei Monaten werden die Jungen entwöhnt, die Geschlechtsreife tritt mit rund neun Monaten ein. In menschlicher Obhut erreichen die Tiere ein Alter von bis zu 18 Jahren.

## Gefährdung
Senegal-Galagos sind weit verbreitet und relativ anpassungsfähig, im Moment sind keine größeren Bedrohungen bekannt. Die IUCN listet die Art als „nicht gefährdet“ (least concern).
In Deutschland sind Senegal-Galagos (auch Bushbaby genannt) in Augsburg, Berlin, Bremen, Frankfurt, Gotha und Rostock zu sehen.

## Systematik

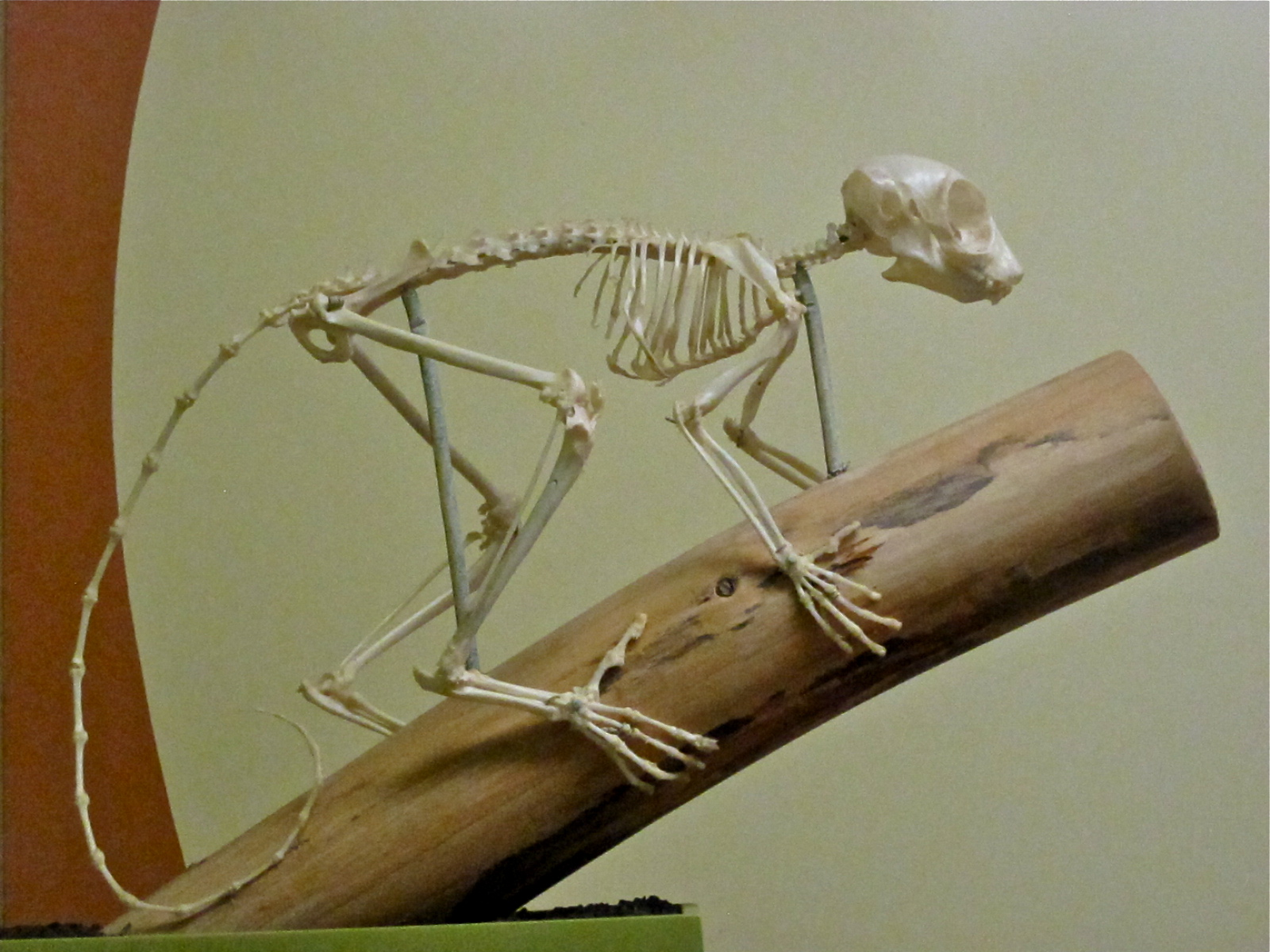
Skelett

Der Senegal-Galago bildet zusammen mit dem Moholi-Galago und dem Somalia-Galago die senegalensis-Artengruppe innerhalb der Gattung der Gewöhnlichen Galagos.
Es werden vier Unterarten unterschieden: die Nominatform Galago senegalensis senegalensis von Senegal bis zum Sudan, G. s. dunni in Somalia und Äthiopien, G. s. braccatus in Kenia und dem Nordosten von Tansania und G. s. sotikae in Tansania. Die Grenzen zwischen den einzelnen Unterarten sind aber wenig bekannt.

## Belege
1. ↑   ZTL 18.6